# Jarosław Ziemiański

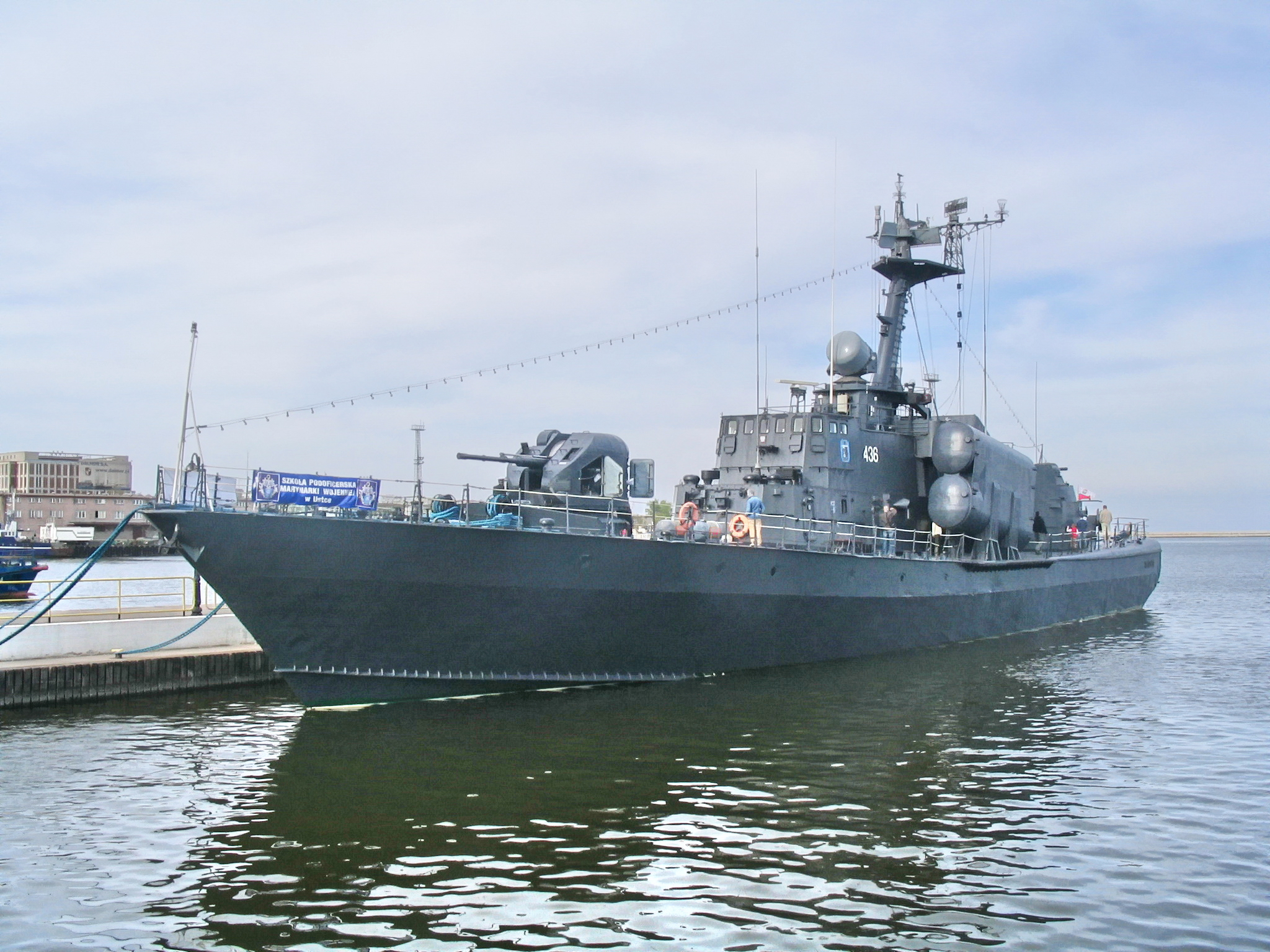
Był dowódcą na ORP Górnik

Jarosław Janusz Ziemiański (ur. 16 czerwca 1963 w Gdańsku) – oficer dyplomowany polskiej Marynarki Wojennej w stopniu wiceadmirała, od 19 czerwca 2018 piastuje stanowisko Inspektora Marynarki Wojennej w Dowództwie Generalnym Rodzajów Sił Zbrojnych.

## Życiorys
Jarosław Ziemiański urodził się 16 czerwca 1963 w Gdańsku. W latach 1978–1982 uczył się w V Liceum Ogólnokształcącym im. płk Stanisława Dąbka w Gdyni. W 1982 rozpoczął studia w Wyższej Szkole Marynarki Wojennej im. Bohaterów Westerplatte w Gdyni. 

### Wykształcenie
Absolwent Wyższej Szkoły Marynarki Wojennej im. Bohaterów Westerplatte w Gdyni (1987). Ukończył kurs przeszkolenia taktycznego oficerów szczebla taktycznego w Akademii Marynarki Wojennej (1990), kurs pedagogiczny dla dowódców pododdziałów w Wojskowym Ośrodku Oświatowym Marynarki Wojennej (1991), kurs obsługi i wykorzystania radarów w Akademii Marynarki Wojennej (1996), studia podyplomowe w zakresie operacyjno – taktycznym w AMW (1998), studia podyplomowe w Akademii Sztabowej Połączonych Sił w Shrivenham w Wielkiej Brytanii (2001–2002) oraz studium polityki obronnej w Akademii Marynarki Wojennej w Newport (2007–2008) w USA.

### Służba wojskowa
W 1986 został promowany na stopień podporucznika marynarki, a po ukończeniu studiów w 1987 rozpoczął służbę zawodową na stanowisku asystenta w 2 dywizjonie kutrów rakietowo – torpedowych (przeformowanym w późniejszych latach kolejno w 2 dywizjon okrętów rakietowych i 32 dywizjon okrętów rakietowych) 3 Flotylli Okrętów w Gdyni. Pełnił obowiązki dowódcy działu rakietowo – artyleryjskiego na ORP „Gdańsk” (1988–1989), zastępcy dowódcy okrętu (1989–1993) oraz dowódcy ORP „Górnik” (1993–1995). 
W latach 1995–2001 służył w sztabie 2 dywizjonu okrętów rakietowych (32 dywizjonu okrętów rakietowych) na stanowiskach starszego oficera operacyjno – szkoleniowego (1995–1997), szefa sztabu (1997–1998), zastępcy dowódcy dywizjonu – szefa sztabu (1998–1999). W okresie od sierpnia 1999 pełnił funkcję zastępcy dowódcy – szefa sztabu, a od 2000 do września 2002 był dowódcą 32 dywizjonu okrętów rakietowych. W 2002 został wyznaczony na stanowisko starszego specjalisty w Oddziale Operacyjnym Zarządu Operacji Morskich N-3 Sztabu Marynarki Wojennej, gdzie był do 2004. Następnie w tym samym roku objął funkcję szefa Oddziału Operacyjnego – zastępcy szefa Zarządu N-3, którym był do 2007.

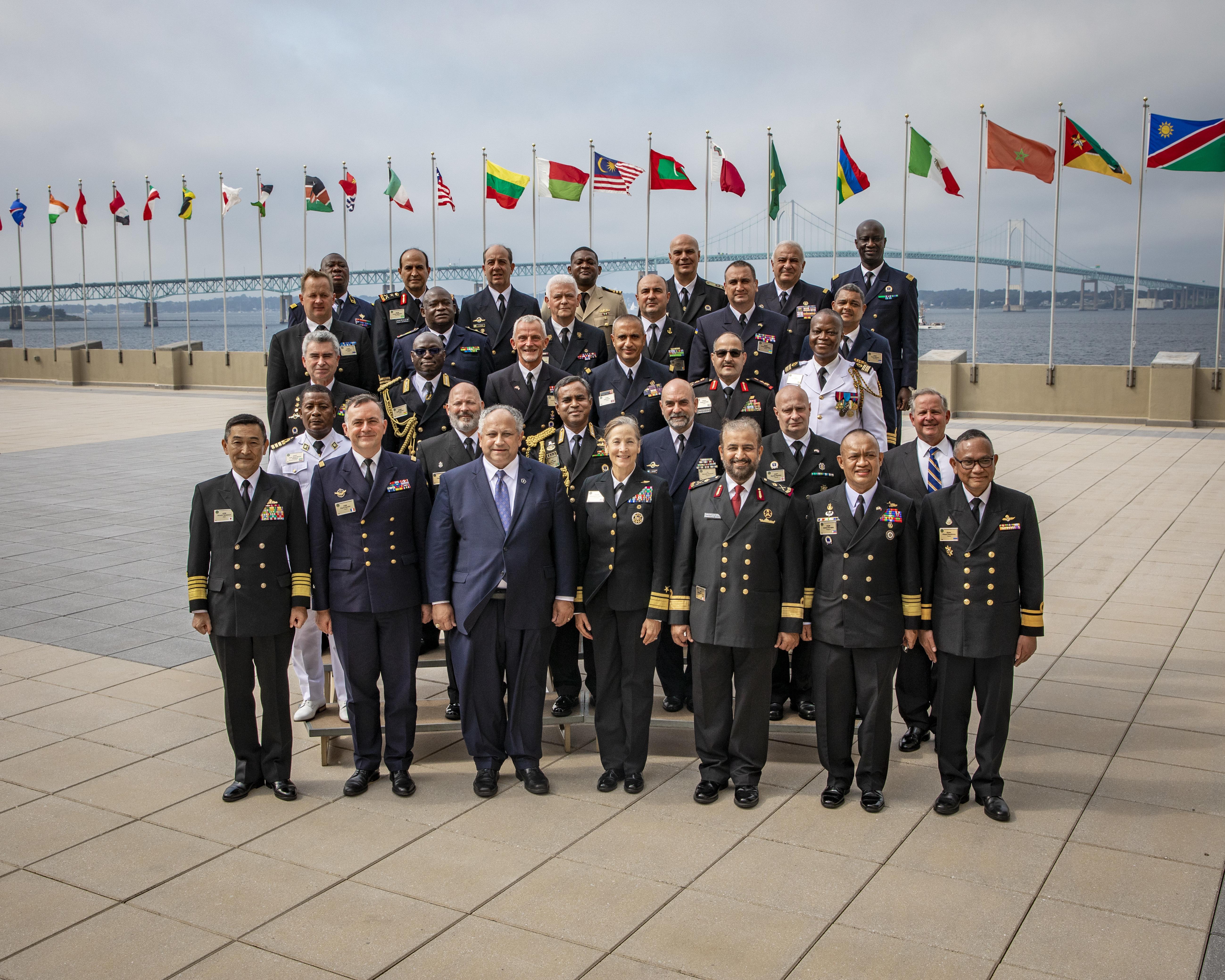
Newport, 14 września 2021

W roku 2008 po ukończeniu studium polityki obronnej został wyznaczony na stanowisko asystenta szefa Sztabu Generalnego WP do spraw Marynarki Wojennej. Z dniem 3 listopada 2008 objął obowiązki zastępcy dowódcy Centrum Operacji Morskich. 8 listopada 2008 prezydent RP Lech Kaczyński mianował go kontradmirałem (akt mianowania odebrał 11 listopada 2008). 10 czerwca 2009 w obecności ministra obrony narodowej Bogdana Klicha objął dowodzenie 3 Flotyllą Okrętów w Gdyni. 
W 2014 służył w Dowództwie Generalnym Rodzajów Sił Zbrojnych na stanowisku szefa Zarządu Uzbrojenia. 1 listopada 2014 objął funkcję  szefa zarządu – zastępcy Inspektora Marynarki Wojennej. 19 czerwca 2018 minister obrony narodowej Mariusz Błaszczak wyznaczył go na stanowisko inspektora Marynarki Wojennej w Dowództwie Generalnym Rodzajów Sił Zbrojnych. Nominację wręczył mu minister obrony narodowej Mariusz Błaszczak. Był zaangażowany w pracach sprowadzenia do Polski prochów admirała Józefa Unruga. 10 listopada 2018 prezydent RP Andrzej Duda mianował go na stopień wiceadmirała.

## Życie prywatne
Jest żonaty, ma dwie córki. Interesuje się historią współczesną

## Awanse
- podporucznik marynarki – 1986[19]
- porucznik marynarki – 1989[20]
- kapitan marynarki – 1993[21]
- komandor podporucznik – 1998[22]
- komandor porucznik – 2003[23]
- komandor marynarki – 2004[24]
- kontradmirał marynarki – 2008[10]
- wiceadmirał marynarki – 2018[25]

## Ordery, odznaczenia i wyróżnienia[3][11]
- Brązowy Krzyż Zasługi – 2004[2]
- Morski Krzyż Zasługi – 2011[26]
- Złoty Medal za Długoletnią Służbę – 2004[27]
- Złoty Medal „Siły Zbrojne w Służbie Ojczyzny” – 2012[28]
- Złoty Medal „Za zasługi dla obronności kraju” – 2003[29]
- Medal „W służbie Bogu i Ojczyźnie” – 2019[30]
- Medal „Pro Patria” – 2019[31]
- Medal „Pro Bono Poloniae” – 2020[32]
- Komandoria z Gwiazdą – 2021[33]
- Odznaka Naval War College – Stany Zjednoczone
- Odznaka pamiątkowa Centrum Operacji Morskich – 2008, ex officio
- Odznaka pamiątkowa 3 Flotylli Okrętów – 2009, ex officio
- Odznaka pamiątkowa Dowództwa Generalnego Rodzajów Sił Zbrojnych – 2018, ex officio
- tytuł najlepszej jednostki Marynarki Wojennej w sporcie 3 Flotylla Okrętów – 2010[d]
- Buzdygan Honorowy – 11 listopada 2008[10]
- Pałasz Honorowy Marynarki Wojennej
- Kordzik Honorowy Marynarki Wojennej